# Rocket (chanson de Def Leppard)
Pour les articles homonymes, voir Rocket.
 (novembre 2020).
Si vous disposez d'ouvrages ou d'articles de référence ou si vous connaissez des sites web de qualité traitant du thème abordé ici, merci de compléter l'article en donnant les références utiles à sa vérifiabilité et en les liant à la section « Notes et références ».
Rocket est une chanson du groupe Def Leppard enregistrée en 1987 sur l'album Hysteria. Elle est sortie en single en novembre 1987[réf. nécessaire] au Royaume-Uni, et en janvier 1988[réf. nécessaire] aux États-Unis.
Sa face B, Ride into the Sun est présente dans l'album Retro Active.
La version single ne dure que 4 minutes, mais celle de l'album compte 2 minutes de plus. Elle a ceci de différent qu'elle contient des petits bouts de texte d'autres chansons de l'album :
- Cette version longue commence par une phrase de la chanson Gods of War diffusée à l'envers[réf. nécessaire] ;

- Le deuxième refrain est suivi d'une séquence uniquement rythmique de deux minutes durant laquelle on entend divers samples vocaux, tels que le mot "bites" du refrain de la chanson Love Bites, le mot "love" du refrain de la chanson Love and Affection... le tout agrémenté de moult effets stéréo.

Le single a été classé n°12 dans le US Bilboard Hot 100,.